# Podolia (protista)
Podolia es un género de foraminífero bentónico de la subfamilia Hauerininae, de la familia Hauerinidae, de la superfamilia Milioloidea, del suborden Miliolina y del orden Miliolida. Su especie tipo es Haureina lyra. Su rango cronoestratigráfico abarca el Tortoniense superior (Mioceno medio).

## Clasificación
Podolia incluye a las siguientes especies:
- Podolia compacta †
- Podolia lyra †
- Podolia serrata †